# Marc-Antoine-Jacques Rochon de Chabannes
Marc-Antoine-Jacques Rochon de Chabannes, né le 23 janvier 1730 à Paris où il est mort le 15 mai 1800, est un auteur dramatique français.

## Sa vie et son œuvre
La fortune de son père, qui est procureur au parlement de Paris, lui permet de suivre très tôt son penchant pour l'art dramatique. Ses premiers opéras comiques, écrits en collaboration avec son frère et imités de La Fontaine, sont joués aux foires de Saint-Germain et de Saint-Laurent. En 1764, il obtient un emploi de 6 000 livres dans les bureaux des affaires étrangères. En 1770, le duc de Praslin l'envoie à Dresde comme chargé d'affaires de France.
Selon Grimm, ses premières comédies sont « des scènes épisodiques sans intrigue, sans action, presque sans sujet, mais qui se soutiennent par l'agrément des détails et par l'intérêt d'un dialogue simple et naturel ». Levacher de Charnois loue « l'élégance de son style, sa facilité brillante et spirituelle sans être recherchée, un choix heureux d'idées et de mots, un goût rare, et l'observation des plus excellents principes ». Dans Heureusement, écrit Grimm, « Rochon de Chabannes a su peindre avec beaucoup de grâce et de naïveté les premiers élans d'un homme vers la gloire ». Dans l'Amour français, « il nous offre le tableau d'une femme intéressante et vertueuse qui n'emploie l'ascendant qu'elle a pris sur toutes les affections de son jeune parent que pour enflammer son courage, et pour obtenir de lui les sacrifices que lui impose la loi de l'honneur ».
Ces louanges sont cependant loin d'être unanimes. Charles Collé, qui assiste en 1768 à la première des Valets maîtres de la maison, y voit « une farce qui n'a pas l'honneur d'être gaie ». Lors de la première de Hilas et Silvie, il prédit que son auteur « ne fera jamais de pièces de théâtre, attendu qu'il n'a point d'invention, qu'il ignore ce que c'est que caractères, et qu'en manquant de ces côtés, eût-il tout l'esprit qu'il se croit et qu'il n'a pas, il ne parviendra pas de ses jours à faire une comédie passable ». Et Grimm se plaint à cette même occasion que « tout son comique se réduit à des pointes et à des jeux de mots ». Les critiques les plus virulentes sont celles de La Harpe, qui déclare : « Il est impossible d'être plus pauvre d'invention que ce Rochon ». Par la suite, il adoucit toutefois son jugement et conclut que « l'auteur n'a pas rempli toutes les espérances qu'il a données ». Rochon connaît son dernier succès avec La Tribu, une pièce de circonstance qui lui est commandée par Conrad Alexandre Gérard. La baronne d'Oberkirch, qui assiste à sa représentation au théâtre de Strasbourg, rapporte que « d'heureuses pensées, des couplets charmants furent applaudis avec enthousiasme ».
Rochon de Chabannes est par ailleurs l'auteur de pièces fugitives, parues pour la plupart dans l’Almanach des Muses, ainsi que de quelques traductions de Juvénal qui furent appréciées. Il prit part aussi, au début de sa carrière, au débat sur la noblesse, avec une brochure satirique intitulée La Noblesse oisive où il concluait « que les petits maîtres ont tout intérêt à vivre dans la paresse, et que le plus grand service qu'ils puissent rendre à l'État est de consacrer toute leur existence à l'oiseveté ».

## Œuvres
- La Coupe enchantée, opéra-comique en 1 acte, avec Rochon de La Vallette, d'après La Fontaine, Paris, Théâtre de la foire Saint-Laurent, 19 juillet 1753
- Les Filles, opéra-comique ballet en 1 acte, avec Rochon de La Vallette, Paris, Théâtre de la foire Saint-Laurent, 14 août 1753 Texte en ligne
- L'École des tuteurs, opéra-comique, avec Rochon de La Vallette, d'après La Fontaine, Paris, Théâtre de l'Opéra-Comique, 4 février 1754
- La Péruvienne, opéra-comique, Paris, Théâtre de la foire Saint-Germain, 23 mars 1754 Texte en ligne
- Le Deuil anglais, comédie en vers, en 3 actes, Théâtre italien de Paris, 12 mars 1757
- Heureusement, comédie en 1 acte et en vers, d'après un conte de Marmontel, Paris, Théâtre-Français, 29 novembre 1762 Texte en ligne
- La Manie des arts, ou la Matinée à la mode, comédie en 1 acte et en prose, Paris, Théâtre-Français, 1er juin 1763 Texte en ligne
- Les Valets maîtres de la maison, comédie en 1 acte et en prose, Paris, Théâtre-Français, 11 février 1768
- Hilas et Silvie, pastorale en 1 acte, avec des divertissements, Paris, Théâtre-Français, 10 décembre 1768
- Les Amants généreux, comédie en 5 actes et en prose, imitée de Minna de Barnheim de Lessing, Théâtre-Français, 13 octobre 1774
- L'Amour français, comédie en 1 acte et en vers, Paris, Comédie-Française, 17 avril 1779
- Le Seigneur bienfaisant, opéra composé des actes du pressoir ou des Fêtes de l'automne, de l'Incendie et du Bal, Paris, Académie royale de musique, 14 décembre 1780
- La Tribu, comédie en 1 acte pour les réjouissances de Strasbourg, en l'honneur de la fête séculaire de la soumission de la ville à Louis XIV, Théâtre de Strasbourg, 30 septembre 1781
- Le Jaloux, comédie en 5 actes et en vers libres, Paris, Théâtre de la Nation, 11 mars 1784
- Théâtre de Monsieur Rochon de Chabannes, suivi de quelques pièces fugitives, 1786 Texte en ligne
- Alcindor, opéra-féerie en 3 actes, Paris, Académie royale de musique, 17 avril 1787 Texte en ligne
- Les Prétendus, comédie-lyrique en 2 actes et en vers, Paris, Académie de musique, 2 juin 1789 Texte en ligne
- Chefs-d'œuvre dramatiques de Rochon de Chabannes, 1825

Varia
- Les Cannevas de la Pâris, ou Mémoires pour servir à l'histoire de l'Hôtel du Roulle, avec Barthélemy-François-Joseph Moufle d'Angerville, 1750
- La Noblesse oisive, 1756
- Satire sur les hommes, imitation de la dixième satire de Juvénal, 1758
- Discours philosophique et moral en vers, imitation de Juvénal, 1764
- Œuvres, 1775
- Observations sur la nécessité d'un second théâtre français, s. d. Texte en ligne